# Stoumont
Stoumont es una comuna de la región de Valonia, en la provincia de Lieja, Bélgica. A 1 de enero de 2019 tenía una población estimada de 3167 habitantes.

## Geografía
Se encuentra ubicada al sureste del país, en el macizo de las Ardenas, y esta bañada por el río Amblève y su afluente el río Lienne.

### Secciones del municipio
El municipio comprende los antiguos municipios, que se fusionaron en 1977:
| - Stoumont - Chevron - La Gleize - Lorcé - Rahier |

### Pueblos y aldeas del municipio
- en Chevron : Bierleux, Bru, Chauveheid, Habiémont, Les Forges, Neucy, Oufny, Picheux.
- en La Gleize : Andrimont, Beauloup, Borgoumont, Cour, Cheneux, Chevrouheid, Exbomont, Hassoumont, Heilrimont, Le Rosier, La Venne, Monceau, Moulin du Ruy, Moustier, Roanne, Roanne-Coo, Roumez, Ruy.
- en Lorcé :  Chession, Naze, Targnon.
- en Rahier : Froidville, Martinville, Meuville, Xhierfomont.
- en Stoumont : Monthouet, Roua.

### Galería

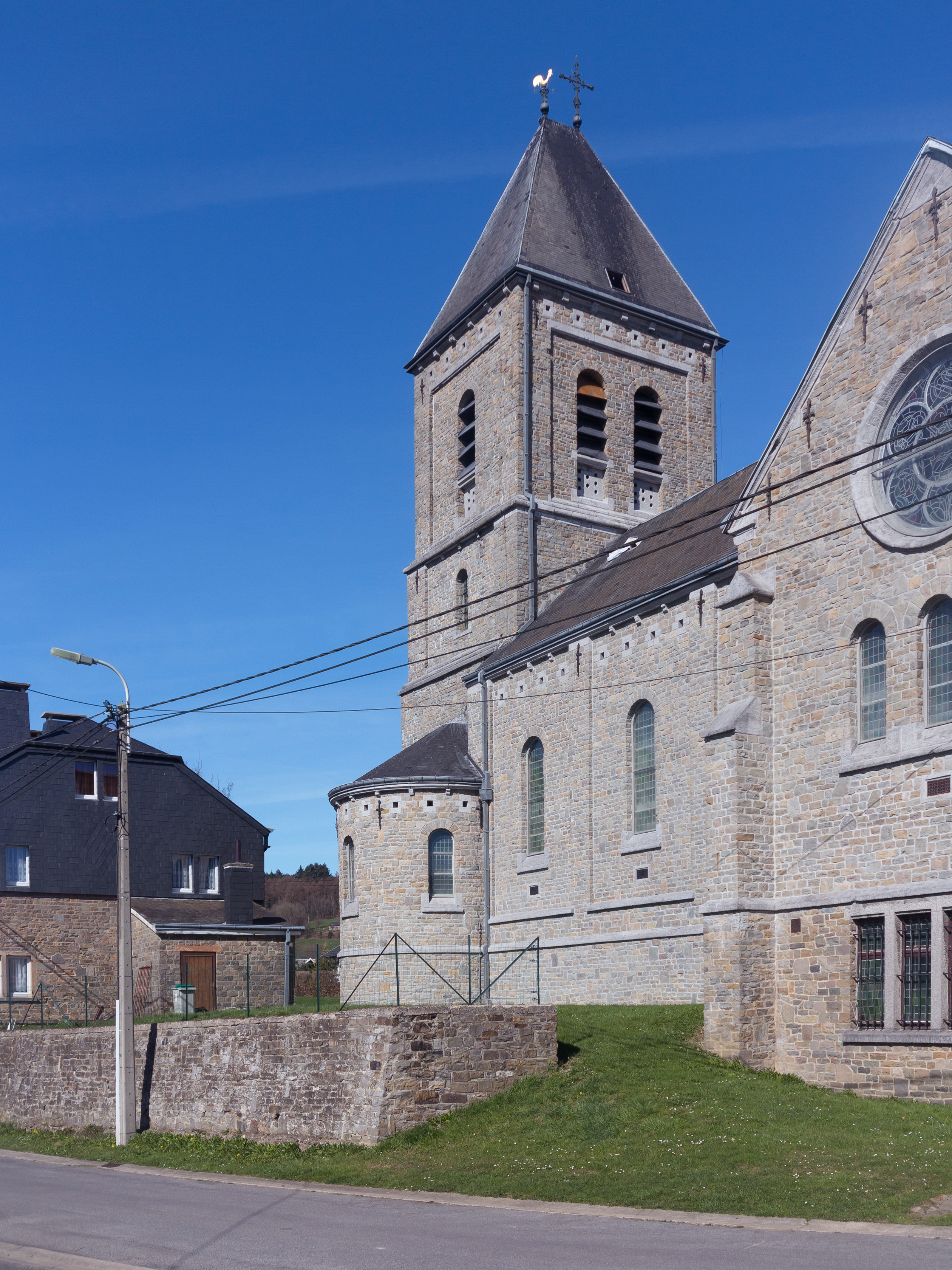
Stoumont, la iglesia: l'église Saint-Hubert
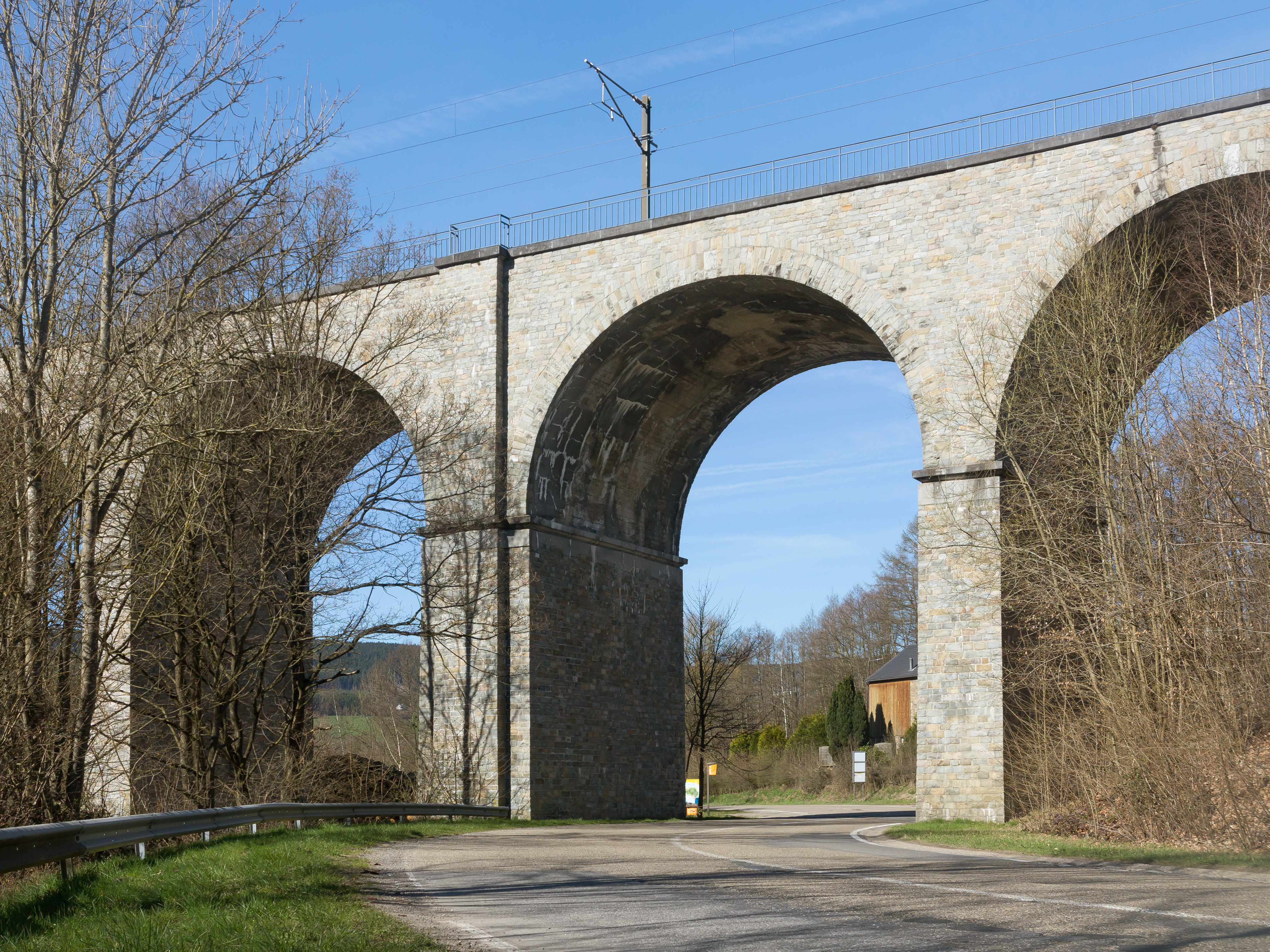
entre La Gleize y Coo, el puente del ferrocarril
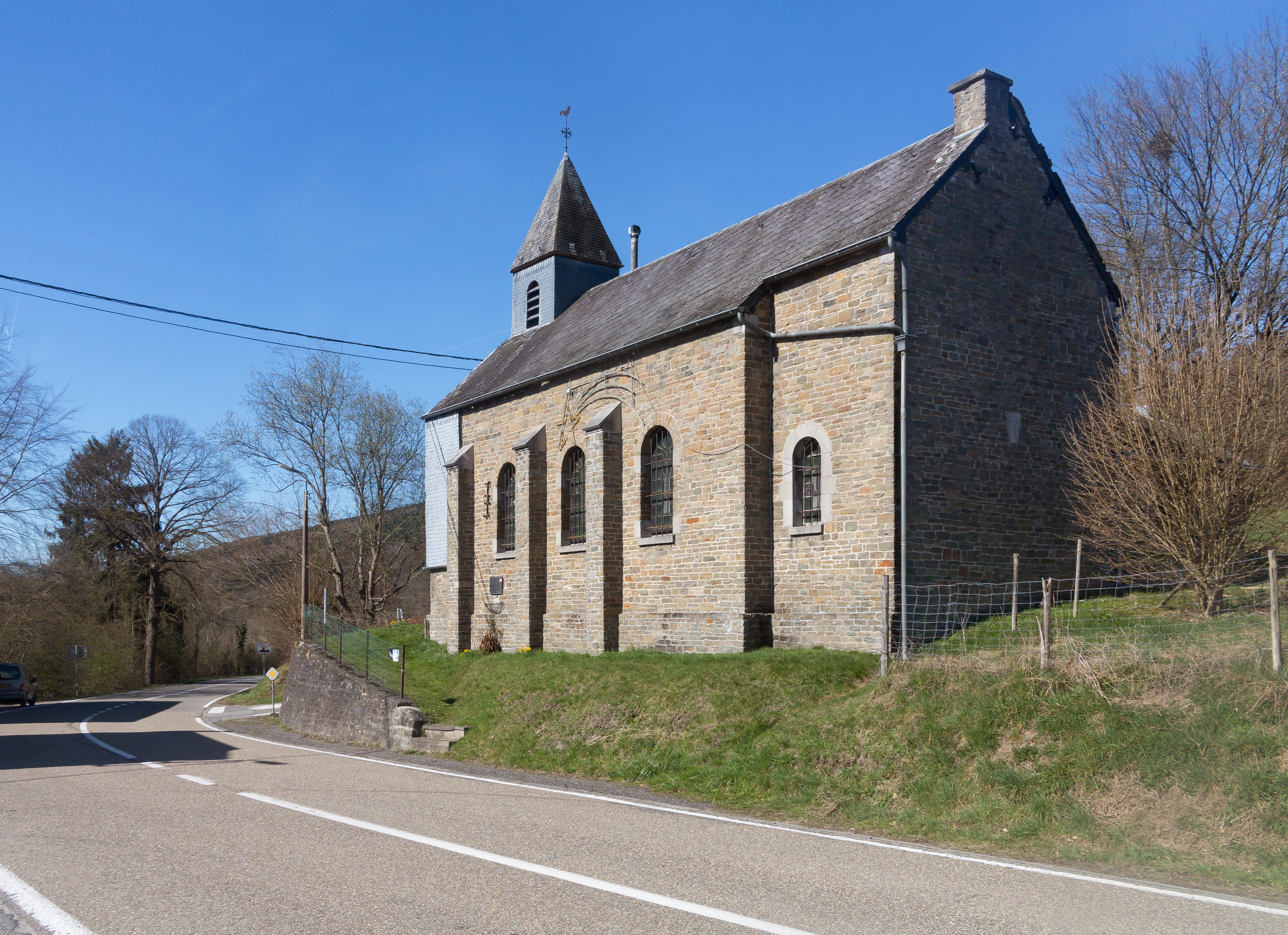
Targnon, la capilla
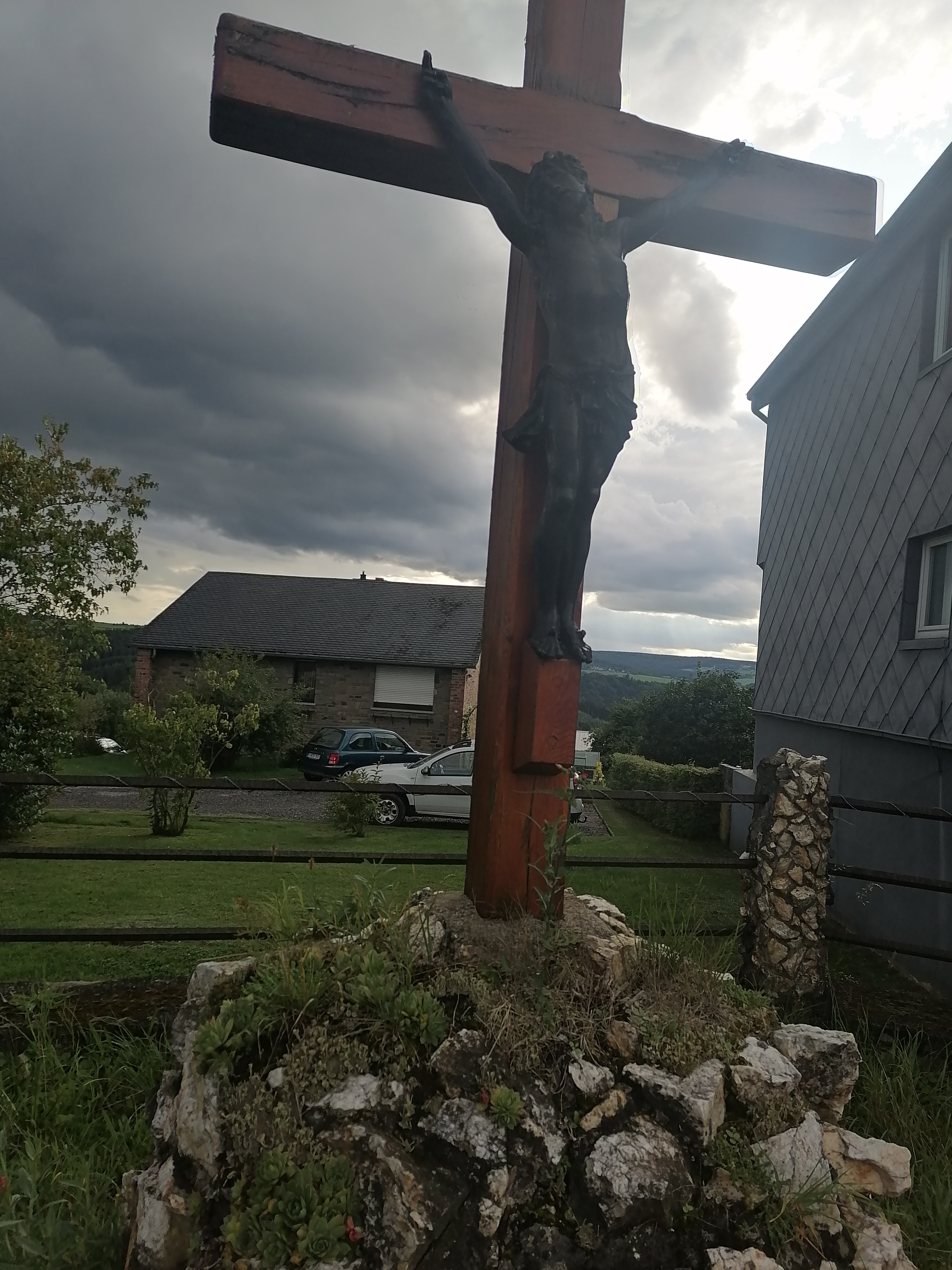
Crucifijo en la avenida principal.
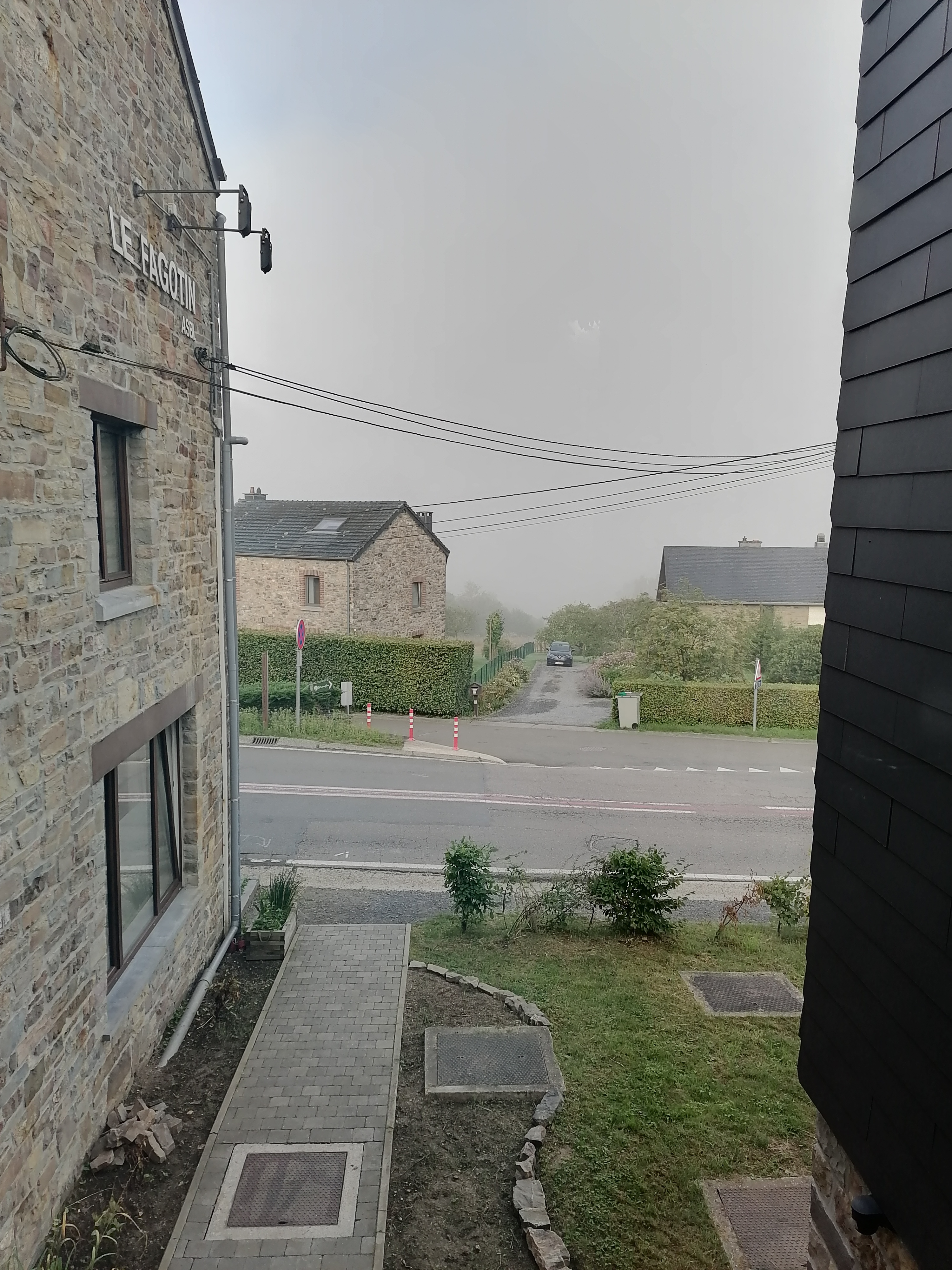
Fachada del hotel y centro ecológico Le Fagotin que se encuentra en la avenida principal.

## Demografía

### Evolución
Todos los datos históricos relativos al actual municipio, el siguiente gráfico refleja su evolución demográfica, incluyendo municipios después de efectuada la fusión el 1 de enero de 1977.
| Gráfica de evolución demográfica de Stoumont entre 1846 y 2019 |
|                                                                |